# Shorty Week International Film Festival
Shorty Week International Film Festival (Festival Internacional de Cortometrajes Shorty Week) es un Festival Internacional de Cortometrajes que se celebra cada año actualmente en Cádiz, aunque sus primeras tres ediciones tuvieron lugar en la ciudad de El Puerto de Santa María, y que proyecta durante los días de su celebración todo tipo de cortometrajes de diferentes temáticas y de diferentes partes del mundo, además de ofrecer talleres, exposiciones y ponencias con el objetivo de acercar el mundo audiovisual y cinematográfico a los visitantes.
Shorty Week Film Festival es un punto de encuentro para profesionales y una oportunidad para aquellos que apuestan por contar historias a través del cortometraje.
Está organizado por la Asociación Cultural Shorty Week y, en la actualidad, apoyado por la Fundación Municipal de Cultura del Ayuntamiento de Cádiz.

## Historia
En el año 2013, dos jóvenes cineastas amateurs, Miguel Ángel Gil y Sergio Ceballos, como respuesta ante las dificultades que encontraban a la hora de difundir sus proyectos audiovisuales, y animados por Pedro Payán (Periodista de la ciudad) y Paco García de Quirós (director del Hotel Santa María, que cedería sus instalaciones para la primera edición), tuvieron la idea de crear un Festival de Cortometrajes en el que la idea se valorara por encima de la producción, con la intención de que los nuevos realizadores tuvieran cabida dentro del mercado audiovisual internacional y donde la principal premisa fuera la difusión de sus trabajos.
Con esta filosofía, en agosto de ese mismo año se reúnen con Mar Rascón y comienzan a realizar los preparativos de lo que sería la I Edición de Shorty Week Film Fest. Posteriormente, en octubre, se unen Irene Berbel y Miguel Ángel Moreno para formar lo que fue en un principio el equipo organizador del festival.
Durante 5 meses de frenético trabajo, se organizaron todas las actividades, talleres y proyecciones que tendrían lugar en la primera edición del Festival, que tuvo lugar los días 23, 24, 25 y 26 de enero de 2014. Jóvenes voluntarios de la ciudad vinieron de todas partes del mundo y se unieron al proyecto para dar vida al festival y gestionar todas las actividades que se dieron lugar, una muestra de la cooperación por llevar a cabo un proyecto cultural abierto a todos.
El diseñador gráfico responsable del logo (la hormiga de Shorty Week) es Enrique Mejía, quien se unió al equipo en un principio y ha estado capitaneando el diseño gráfico del festival desde entonces. Otra componente del equipo desde el comienzo muy vinculada a la relación con el público y con determinados patrocinadores es Jana Coro.
Las 3 primeras ediciones del festival tuvieron lugar en El Puerto de Santa María. De la cuarta en adelante se ha desarrollado en Cádiz capital. A causa de la pandemia mundial del coronavirus, las ediciones VII y VIII se han visto reducidas a una sola localización, el Castillo de Santa Catalina (Cádiz) y con menor actividad en el programa, realizándose en dos días, viernes y sábado, las proyecciones de secciones competitivas (Sección Oficial, Making of y Compromiso en corto) y la gala de entrega de premios.
Otros miembros destacables de la organización a lo largo de la historia de Shorty Week son: Juan Carlos Arniz, Daniel Cervantes, Paco Ruiz, Jarrett Abucha, Diego de la Rosa o Aida Aíbar, entre muchas otras personas.

### Filosofía
Shorty Week quiere acercar el cortometraje al pueblo, como forma de expresión cultural donde el verdadero protagonista sean las historias. Quiere que el cortometraje forme parte de la vida cultural de las personas, aportando educación, valor e imaginación y estrechando lazos sociales eliminando barreras ideológicas, de raza, de lugar y empoderando a cualquier persona de cualquier edad para que de rienda suelta a su creatividad a través de una forma de expresión que está al alcance de todos. Quiere enseñar que el cine, el corto, es una herramienta que puede servir de eslabón sociocultural, convirtiéndose en un vehículo de expresión y comunicación social.
El Festival de cortometrajes Shorty Week tiene como objetivos:
- Promover el cortometraje como medio de expresión, y por lo tanto, parte de nuestra cultura
- Dar oportunidad a la difusión de los trabajos de nuevos talentos
- Acercar al público el mundo del cortometraje a través de diferentes actividades
- Posibilitar, a través de este formato, la contribución a la mejora del mundo en que vivimos
- Divertir/nos y disfrutar con lo que hacemos.

### Organizadores
Miguel Ángel Gil Camacho, Sergio Ceballos de la Torre

#### Diseño y Animación
Enrique Mejía Mera, Daniel Cervantes

## Programa
El Festival se dividen en tres líneas básicas Archivado el 31 de mayo de 2014 en Wayback Machine.:
Sección Oficial: selección de los cortometrajes presentados al concurso, en sesiones públicas y gratuitas.
Punto Shorty: Centro neurálgico del festival en el que se realizan debates, coloquios, charlas, exposiciones y donde tiene lugar el punto de encuentro entre personas vinculadas al mundo del cortometraje. 
Red de BARaderos: Paralelamente a la sección oficial se proyectan en otros locales situados en el centro de la ciudad cortometrajes que no participan en la misma, dando así oportunidad a los realizadores de difundir su trabajo aunque no hayan sido seleccionados.

## Premios
- Premio del jurado Oficial al Mejor Cortometraje: dotado de 1.000 € + galardón.
- Premio del jurado Oficial al Mejor Cortometraje de Comedia: dotado de 250 € + galardón.
- Premio del jurado Oficial al Mejor Cortometraje de Animación: dotado de 250 € + galardón.
- Premio del jurado Multihabitar "Compromiso en corto": dotado de 250€ + galardón.
- Premio del jurado Multihabitar al Mejor Making Of: dotado de 100€ + galardón.

## Ediciones

### I Edición Shorty Week Short Film Festival
Palmarés
- Premio del jurado al mejor cortometraje – “Luminaris” de Juan Pablo Zaramella
- Premio del jurado al segundo mejor cortometraje - “Dans L´Ombre” de Fabrice Mathieu
- Premio a la mejor comedia – “Pipas” de Manuela Moreno
- Premio Compromiso con el entorno – “Bajo la Almohada” de Isabel Herguera
- Premio al mejor guion – “Mano a mano” de Ignacio Tatay
- Premio “Making Of” – “Plástico reciclable” de Pablo R. Montenegro
- Premio al mejor cortometraje de animación – “Inertial love” de los hermanos Alenda

Jurado oficial compuesto por: Mar Rascón, Antonio Ahúcha, David Pareja, Manuel Nogales, Tali Carreto, Marcos Barón y Jorge Laplace.

### II Edición Shorty Week Short Film Festival
Palmarés
- Premio del jurado al mejor cortometraje – “Caradecaballo” de Marc Martínez
- Premio a la mejor comedia – “El Alpinista” de Adrián Ramos Alba y Oriol Segarra García-Granados
- Premio Comprometidos – “Metros Útiles” de David Cervera
- Premio al mejor guion – “The Gift” de Julio Pot
- Premio “Making Of” – “Camposanto” de Camila Donoso
- Premio al mejor cortometraje de animación – “El Día De Las Encías Sangrantes” de Dimitar Dimitrov

Jurado oficial compuesto por: Juan Carlos Arniz, Saida Benzal, Laura Molpeceres, Sergio Alarcón, Javier Miranda, Rafael Morro y Juan José Ontiveros.

### III Edición Shorty Week Short Film Festival
Palmarés
- Premio del jurado al mejor cortometraje – “Knock, knock!” de Maxence RAPP
- Premio a la mejor comedia – “L´Encenedor Quántic” de Pau Escribano
- Premio Compromiso en corto – “Bla bla bla” de Alexis Morante
- Premio RTVA al mejor cortometraje andaluz – “Bla bla bla” de Alexis Morante
- Premio al mejor guion – “Sinécdoque. Una historia de AmourFou” de José Manuel Carrasco
- Premio “Making Of” – “La señora venado” de Dianet Barrueta
- Premio al mejor cortometraje de animación – “Kovbojsko” de David Stumpf

Jurado oficial compuesto por: Mikel Gil, Yolanda Román, Guadalupe Contreras, David Cervera y Esther Pumar.

### IV Edición Shorty Week Short Film Festival
Palmarés
- Premio del jurado al mejor cortometraje – “Garden party” de Florian Babikian, Vincent Bayoux, Victor Caire, Théophile Dufresne, Gabriel Grapperon y Lucas Navarro
- Premio a la mejor comedia – “Estribillo” de César Tormo
- Premio Compromiso en corto – “Recauchutados” de Carlos Caro
- Premio Insomnia al mejor cortometraje fantástico – “I-medium” de Alfonso García
- Premio a la mejor banda sonora – “A better situation” de Francisca Villela
- Premio “Making Of” – “Bertha et la Poilu” de Fréderic Glon
- Premio al mejor cortometraje de animación – “Le futur sera chauve” de Paul Cabon

Jurado oficial compuesto por: Javi Prada, Laura Ortega, Elena Duque, Iván Cester y Alberto Carpintero.

### V Edición Shorty Week Short Film Festival
Palmarés
- Premio del jurado al mejor cortometraje – “Alleycats” de Alejandro Jiménez y Bernardo González
- Premio a la mejor comedia – “M.A.M.O.N. (Monitor Against Mexicans Over Nationwide)” de Alejandro Damiani
- Premio Compromiso en corto – “Tabib” de Carlo D´Ursi
- Premio Insomnia al mejor cortometraje fantástico – “El invernadero” de Ramón Alós
- Premio al mejor personaje – Pareja protagonista de “Preliminares” de Teresa Bellón y César F. Calvillo
- Premio “Making Of” – “Hero” de Pawel Czarzasty
- Premio al mejor cortometraje de animación – “Contact” de Alessandro Novelli

Jurado oficial compuesto por: Javier León, Dina Harovic, Carmen Lorenzo, Irene Raya y Joaquín Villalonga.

### VI Edición Shorty Week Short Film Festival
Palmarés
- Premio del jurado al mejor cortometraje – “Signal” de Qing-wen Yao
- Premio a la mejor comedia – “Lo siento, mi amor” de Eduardo Casanova
- Premio Compromiso en corto – “Eran otros tiempos” de Alejandro Talaverón
- Premio Insomnia al mejor cortometraje fantástico – “El fotoviaje de Carla” de Fran Gas
- Premio “Making Of” – “Muedra” de César Díaz Meléndez
- Premio al mejor cortometraje de animación – “Fortune” de Nicolas Castelli, Pedro Pillot, Simon Magnat, Nicolas Ferracci y Alexandre Moisan

Jurado oficial compuesto por: Teresa Segura, Juan Miguel del Castillo y Carmen Blanco.

### VII Edición Shorty Week Short Film Festival
Palmarés
- Premio del jurado al mejor cortometraje – “Marionetas” de Nacho Clemente
- Premio a la mejor comedia – “Horrorscope” de Pol Diggler
- Premio Compromiso en corto – “Mall” de Jerry Hoffmann
- Premio “Making Of” – “Patchwork” de María Manero Muro
- Premio al mejor cortometraje de animación – “Deszcz” de Piotr Milczarek

Jurado oficial compuesto por: Jesús Lato, Delia Márquez y Jorge Naranjo.

### VIII Edición Shorty Week Short Film Festival
Palmarés
- Premio del jurado al mejor cortometraje – “Faces” de Iván Sáinz-Pardo
- Premio a la mejor comedia – “Una buena causa” de Miguel Aguirre
- Premio Compromiso en corto – “Yalla” de Carlo D´Ursi
- Premio “Making Of” – “Siega de mieses” de Carles Abad
- Premio al mejor cortometraje de animación – “Loop” de Pablo Polledri

Jurado oficial compuesto por: Gervasio Iglesias, Loles Peña y Wenceslao Scyzoryk.